# 2nd II None
2nd II None est un groupe de hip-hop américain, originaire de Compton, en Californie. Il se compose des rappeurs et cousins Gangsta D et KK. En 1991, ils publient leur premier album, 2nd II None, félicité par la presse spécialisée.

## Biographie
Gangsta D et KK sont à l'origine tous deux élèves du même lycée de Compton. Avant de devenir rappeurs, Gangsta D et KK, qui sont également cousins, étaient membres du gang des Bloods. Leur carrière musicale commence véritablement en 1987, lorsqu'ils signent un premier contrat au label discographique Profile Records avec DJ Quik, qui était également élève à leur lycée. Ils publient quatre ans plus tard leur premier album homonyme, 2nd II None, le 6 septembre 1991. L'album est félicité par la presse spécialisée, et atteint la première place des Heatseekers, la 26e des R&B Albums, et la 83e place du classement américain Billboard 200. L'album contient deux singles respectés, intitulés Be True to Yourself et If You Want It, qui atteindront également les classements. L'album est réédité en 1999 avant la sortie de leur deuxième album.
Leur deuxième album, Classic 220, signé chez Arista Records, est publié plusieurs années plus tard, le 14 septembre 1999. La plupart des titres sont produits par leur ami d'enfance DJ Quik. L'album atteint la 40e place des R&B Albums, et la 162e du Billboard 200. En 2008, un de leurs albums qui devait initialement sortir en 1994 intitulé The Shit est publié sur Internet. 
En 2012, le groupe fait paraître un best-of intitulé Infinite, composé des classiques If You Want It, Didn’t Mean To Turn U On, Up ‘N Da Club, Be True To Yourself, et Let The Rhythm Take You,.

## Discographie

### Albums studio
- 1991 : 2nd II None
- 1994 : The Shit
- 1999 : Classic 220
- 2008 : Tha Kollective
- 2014: Compton Muzik

### Singles
- 1991 : Be True to Yourself
- 1992 : If You Want It
- 1994 : Didn't Mean to Turn You on (bande originale du film Above the Rim)
- 1999 : Up n' da Club
- 2009 : Lovin Life